# Caccodes tricolor
Caccodes tricolor là một loài bọ cánh cứng trong họ Cantharidae. Loài này được Fender miêu tả khoa học năm 1951.